# Dirphia theodorici
Dirphia theodorici är en fjärilsart som beskrevs av Lemaire 1982. Dirphia theodorici ingår i släktet Dirphia och familjen påfågelsspinnare. Inga underarter finns listade i Catalogue of Life.